# Hinaiana

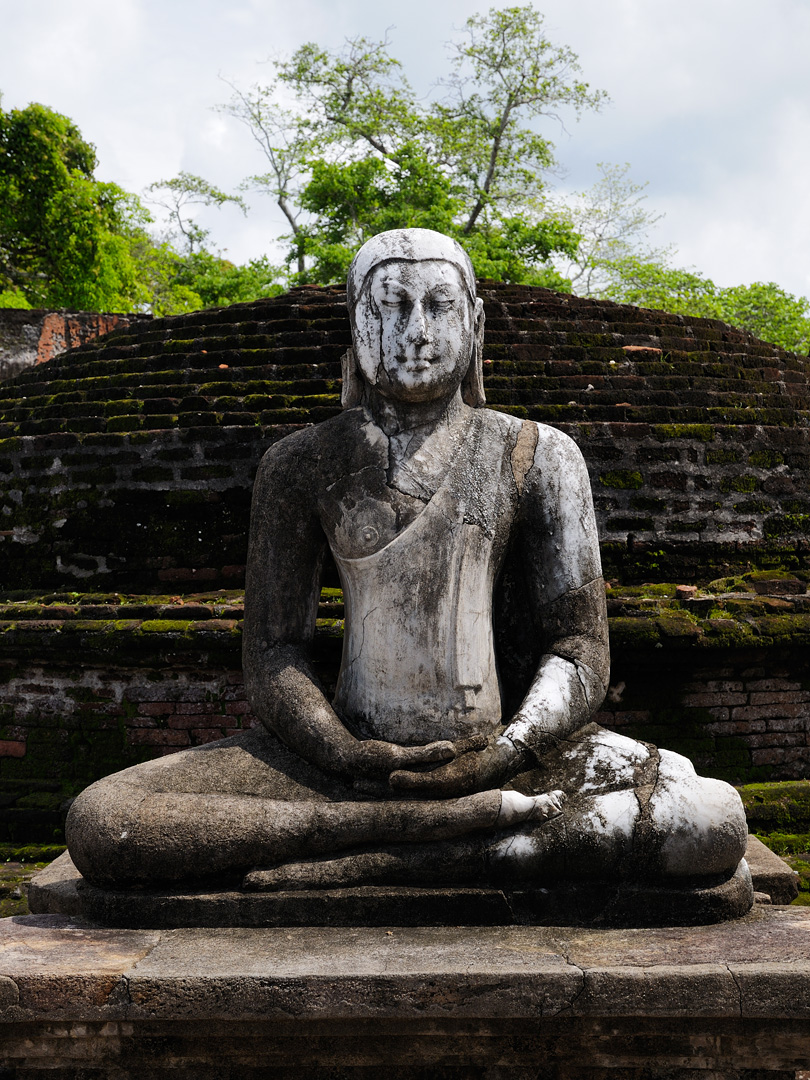
Imagem budista pertencente à tradição teravada do Sri Lanka. O teravada é considerado por alguns como parte da tradição hinaiana

Hinaiana ou hīnayāna (हीनयान) é um termo sânscrito que significa literalmente "veículo estreito" ou "veículo menor" ao  Śrāvakayāna, o caminho budista seguido por um śrāvaka que deseja se tornar um Arhat. O termo apareceu em torno do 1o ou 2o século. Hīnayāna é frequentemente contrastado com Maaiana, que significa o "grande veículo". Há uma variedade de interpretações sobre a quem ou o que o termo "Hīnayāna" refere-se. O monge chinês Yi Jing, que visitou a Índia no século VII, distingue o Budismo Maaiana do Hīnayāna como se segue:
Ambos adotam o mesmo Vinaya, e eles têm em comum as proibições das cinco transgressões e também a prática das quatro nobres verdades. Aqueles que veneram os bodisatvas e leem os Sutras Mahayana são chamados de Mahāyānistas, enquanto aqueles que não o fazem são chamados Hīnayānistas.
O termo foi amplamente utilizado no passado por estudiosos ocidentais para denominar "o mais antigo sistema de doutrina Budista" como diz o Monier-Williams, Sanskrit-English Dictionary (Oxford, 1899).No entanto, seu uso é cada vez menos utilizado, por causa de suas origens pejorativas, e incerteza sobre quais escolas budistas deveria abranger. Ele tem sido usado como um sinônimo para a tradição Theravada , que continua como a principal forma de budismo no Sri Lanka e Sudeste da Ásia, mas alguns estudiosos negam que o termo inclua o budismo Theravada. Em 1950 o  World Fellowship of Buddhists  declarou que o termo Hīnayana não deve ser usado para se referir a qualquer forma de budismo existente hoje.

## Etimologia

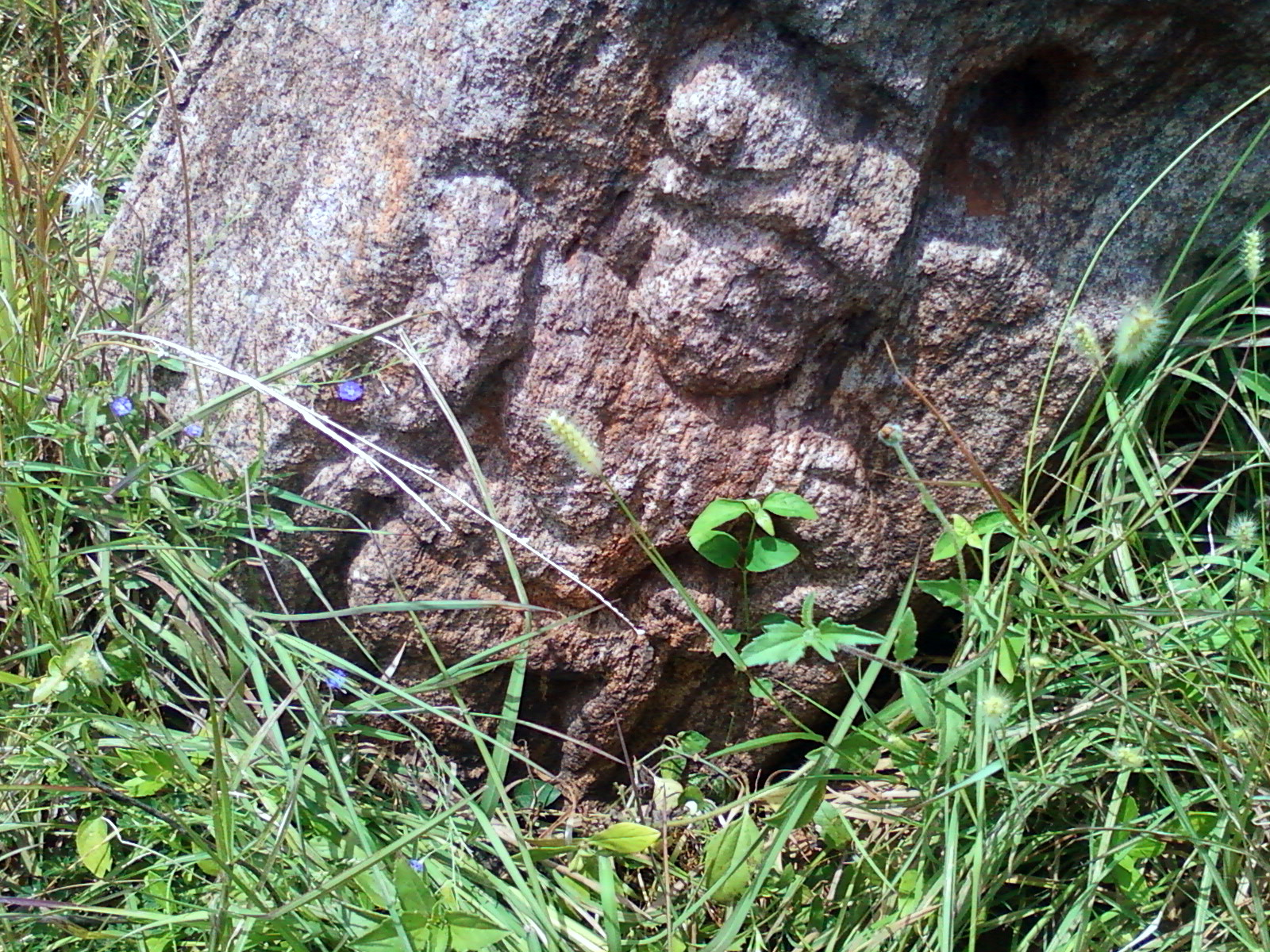
Escultura de Yaksha em relevo em Pavurallakonda, local budista remanescente, perto de Bheemunipatnam, em Andhra Pradesh. Pavurallakonda é um dos primeiros sítios de escolas do budismo Hinayana na Índia.

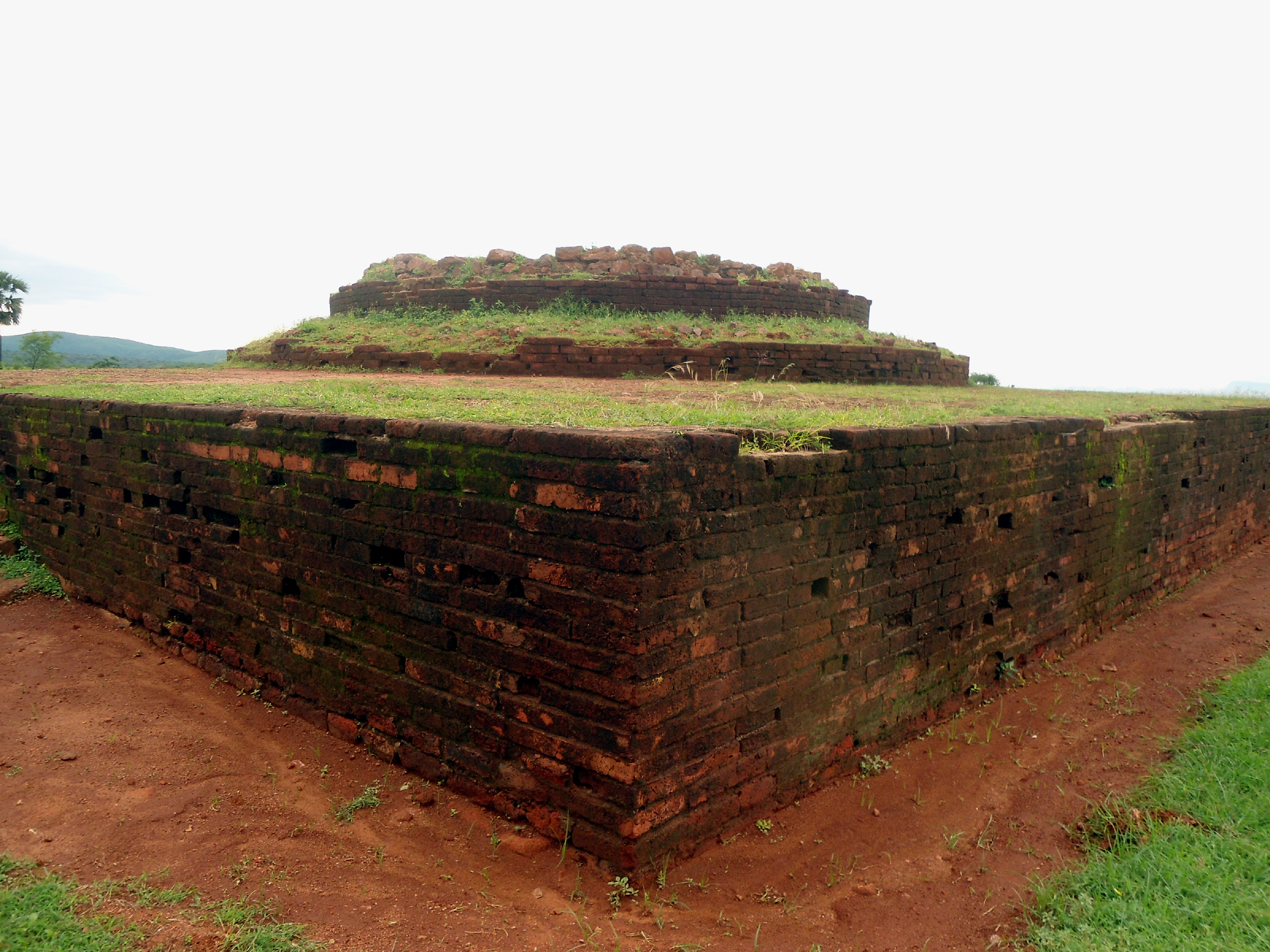
Maha Stupa no complexo monástico de Thotlakonda, que inicialmente floresceu como uma escola budista inícial do ' ' Hinayana ' ' e mais tarde desenvolveu-se como uma dentre as Escolas Theravada escolas de budismo, que testemunhou sua atividade de pico durante o século II A.C., em Visakhapatnam, Andhra Pradesh, Índia.

A palavra Hīnayāna é formado de hīna (हीन):"pequeno", "pobre," "inferior", "abandonado," "deficiente", "defeituoso"; e yāna (यान): "veículo", onde "veículo" significa "uma maneira de ir até a iluminação". O dicionário Pali-Inglês da Pali Text Society (1921–25) define hīna em termos ainda mais fortes, com um campo semântico que inclui "pobre, miserável; vil, baixo, abjeto, desprezível,"e"deplorável".
Nos idiomas chinês, coreano, vietnamita e japonês, o termo foi traduzido por Kumārajīva e outros como "pequeno veículo" (小 significado "pequeno", 乘 significado "veículo"), embora as traduções anteriores e mais exatas do termo, também existem. Em Mongol (Baga Holgon), o termo para Hinayana também significa "pequeno" ou "menor" veículo,enquanto em tibetano há pelo menos duas palavras para designar o termo, theg chung (em tibetano: ཐེག་ཆུང་), de significado "pequeno veículo" e theg dman (em tibetano: ཐེག་དམན་), que significa "veículo inferior" ou "abordagem espiritual inferior".

## Origens
De acordo com Jan Nattier, é mais provável que o termo Hīnayāna seja posterior ao termo Maaiana e só tenha sido adicionado posteriormente devido ao antagonismo e conflito entre os bodhisattvas e śrāvakas. A seqüência de termos então começou com Bodhisattvayāna, que recebeu o epíteto Mahayana ("grande veículo"). Foi apenas mais tarde, após as atitudes para com os bodhisattvas e seus ensinamentos tornarem-se mais críticas, que o termo Hīnayāna foi criado como uma formação posterior, contrastando com o termo já estabelecidas Maaiana.Os primeiros textos maaiana, muitas vezes usam o termo Budismo Mahayana como um epíteto e sinônimo de Bodhisattvayāna, mas o termo Hīnayāna é relativamente raro em textos antigos e geralmente não se encontra nas primeiras traduções. Portanto, a simetria frequentemente percebida entre o Budismo Mahayana e Hīnayāna pode ser enganadora, pois os termos não eram na verdade cunhados em relação um ao outro na mesma época.
De acordo com Paul Williams, "o equívoco profundo sobre uma crítica feroz, incessante e onipresente ao veículo menor pelo [Mahayana] não é suportado pelos nossos textos." Williams afirma que, apesar de alguma evidência do conflito estar presente em alguns casos, também há substancial evidência demonstrando uma coexistência pacífica entre as duas tradições.

## Membros Maaiana das primeiras escolas budistas
Embora as 18-20 primeiras escolas do budismo sejam às vezes informalmente classificadas como Hīnayāna nos tempos modernos, isto não é necessariamente preciso. Não há provas de que o termo Mahayana tenha se referido a uma escola formal distinta do Budismo, mas sim que existia como um determinado conjunto de ideais e doutrinas posteriores, para os bodhisattvas.Paul Williams também observou que o Maaiana nunca teve nem nunca tentou ter um Vinaya ou linhagem de ordenação separados das primeiras escolas budistas, e, portanto, cada Bhikshu ou bhikṣuṇī pertencente ao Maaiana formalmente pertencia a uma das escolas antigas. Isto continua até hoje com a linhagem de ordenação Dharmaguptaka na Ásia Oriental e a linhagem de ordenação Mūlasarvāstivāda no budismo tibetano. Portanto Maaiana nunca foi uma seita rival distinta das primeiras escolas. Através de monges chineses em visita a Índia, agora sabemos que tanto monges Mahayana e não-Maaiana na Índia, muitas vezes viviam nos mesmos mosteiros lado a lado.
O monge budista chinês e peregrino Yijing escreveu sobre a relação entre os vários "veículos" e as escolas iniciais do budismo na Índia. Ele escreveu, "existem no Ocidente numerosas subdivisões das escolas que têm origens diferentes, mas existem apenas quatro escolas principais de tradição contínua."Estas escolas são nomeadamente a Mahāsāṃghika Nikāya, Sthavira Nikāya, Mūlasarvāstivāda Nikāya e Saṃmitīya Nikāya.Explicando suas filiações doutrinárias, ele então escreve: "quais dos quatro escolas devem ser agrupadas com o Budismo Mahayana ou com o Hīnayāna não é claro." Isso quer dizer, não havia nenhuma correspondência simples entre uma escola budista e se seus membros aprendem os ensinamentos do "Hīnayāna" ou "Mahayana".
Identificar escolas inteiras  como "Hīnayāna", contendo não só śrāvakas e pratyekabuddhas, mas também bodhisattvas maaiana, seria atacar as escolas dos seus colegas Mahāyānistas, assim como as suas próprias. Em vez disso, o que é demonstrado na definição de Hīnayāna dada por Yijing, é que o termo se referia aos indivíduos com base em diferenças doutrinárias em relação à tradição do Budismo Mahayana.

## Hīnayāna como Śrāvakayāna
Estudioso Isabelle Onians afirma que, embora "a Maaiana... muito ocasionalmente taxasse o Budismo anterior como Hinayāna, o caminho Inferior,"; "a preponderância deste nome na literatura secundária está muito desproporcional às ocorrências nos textos indianos." Ela observa que o termo Śrāvakayāna era o termo "mais politicamente correto e muito mais usual" usado pelos Mahāyānistas.Jonathan Silk argumenta que o termo "Hinayana" foi usado para se referir a quem se queria criticar em qualquer ocasião e não em referência a qualquer agrupamento definido de budistas.

## Hīnayāna e Theravāda

### Pontos de vista dos peregrinos chineses
No século VII, o monge budista chinês Xuanzang  descreve a existência simultânea doMahāvihara e do Abhayagiri Vihara no Sri Lanka. Ele se refere aos monges do Mahāvihara como "Hīnayāna Sthaviras" (Theras) e aos monges do Abhayagiri Vihara como "Mahāyāna Sthaviras".
Xuanzang escreve também:
Os Mahāvihāravāsins rejeitam o Maaiana e praticam o Hīnayāna, enquanto os Abhayagirivihāravāsins estudam os ensinamentos de ambos Hīnayāna e Maaiana e propagam o ' Tipitaka.

### Diferenças filosóficas
Os Mahayanistas posicionavam-se principalmente na dialética filosófica com o Vaibhāśika-Sarvastivada, que teve de longe o mais "abrangente edifício de sistemática doutrinária" das escolas nikaya.Com isto em mente, às vezes argumenta-se que o teravada não seria considerado uma escola "Hinayana" por Mahayanistas porque ao contrário da agora extinta escola Sarvastivada  , o principal objeto da crítica de Mahayana, a escola Theravada não afirmam a existência de darmas independentes;nisto, ele mantém a atitude do Budismo antigo.Algumas figuras do Theravada contemporâneas assim indicaram uma postura simpática em direção a filosofia Mahayana encontrada no Sutra do coração e as Versos Fundamentais sobre o Caminho do Meio.
Os Mahayanistas estavam incomodados pelo pensamento substancialista dos Sarvastivadins e Sautrantikas, e ao enfatizar a doutrina do vazio, Kalupahana afirma que eles se esforçaram para preservar o ensino antigo. O Theravadins também refutoaram os Sarvastivadins e Sautrantikas (e outras escolas) alegando que suas teorias estavam em conflito com o não-substancialismo do Cânone. Os argumentos do Theravada são preservados no Kathavatthu.

### Opiniões dos estudiosos
A maioria dos estudiosos ocidentais considera a escola Theravada como uma das escolas Hinayana citadas na literatura Mahayana, ou em considera Hinayana como sinônimo de Theravada.Esses estudiosos compreendem o termo como referente a escolas do Budismo que não aceitavam os ensinamentos dos Sutras Mahayana como autênticos ensinamentos do Buda. Ao mesmo tempo, os estudiosos têm objetado à conotação pejorativa do termo Hinayana e alguns estudiosos não o utilizam em relação a nenhuma escola.

### Opiniões de Budistas Theravada
Alguns budistas Theravada se opuseram à identificação do Theravada com Hinayana, pois ele é visto como um termo mais depreciativo . Como Walpola Rahula observou em suas Pérolas da Sabedoria Budista:
não devemos confundir Hīnayāna com Theravāda porque os termos não são sinónimos. O Budismo teravada foi para o Sri Lanka durante o século III A.C., quando não havia nenhum Maaiana. As Seitas Hīnayāna desenvolveram-se na Índia e tinham uma existência independente da forma de budismo existente no Sri Lanka. Hoje não existe nenhuma seita Hīnayāna em qualquer lugar do mundo. Portanto, em 1950 a Sociedade Mundial de Budistas inaugurada em Colombo decidiu por unanimidade que o termo Hīnayana deve ser descartado ao referir-se ao budismo existente hoje no Sri Lanka, Tailândia, Birmânia, Camboja, Laos, etc. Esta é a breve história do Theravāda, Mahayāna e Hīnayāna.
Desde a época em que Rahula escreveu, considerável evidência emergiu indicando que Theravadas e Mahayanistas interagiram regularmente no Sri Lanka ao longo do primeiro milênio D.C., portanto, qualquer sugestão de que não havia nenhum contato entre os dois seria incorreta.